# Войтишкі
Войтишкі (пол. Wojtyszki) — село в Польщі, у гміні Броншевиці Серадзького повіту Лодзинського воєводства.
Населення — 114 осіб (2011).
У 1975-1998 роках село належало до Серадзького воєводства.

## Демографія
Демографічна структура станом на 31 березня 2011 року:
|          | Загалом | Допрацездатний вік | Працездатний вік | Постпрацездатний вік |
| -------- | ------- | ------------------ | ---------------- | -------------------- |
| Чоловіки | 58      | 24                 | 29               | 5                    |
| Жінки    | 56      | 21                 | 24               | 11                   |
| Разом    | 114     | 45                 | 53               | 16                   |